# Krzysztof Kubiak (historyk wojskowości)
Krzysztof Kubiak (ur. 1967) – polski historyk wojskowości i politolog, prof. dr hab., komandor porucznik rezerwy. Autor wielu artykułów i monografii dotyczących konfliktów zbrojnych po II wojnie światowej, opublikował kilkadziesiąt książek.

## Życiorys
W 1985 wstąpił do Marynarki Wojennej. Ukończył Akademię Marynarki Wojennej i politologię na Uniwersytecie Gdańskim (1992). Przez niemal dwadzieścia lat był związany z wyższym szkolnictwem wojskowym. Pełnił funkcję szefa Katedry Działań Morskich na Wydziale Strategiczno-Obronnym Akademii Obrony Narodowej. Był kierownikiem Zakładu Bezpieczeństwa Międzynarodoego w Dolnośląskiej Szkole Wyższej we Wrocławiu, prorektorem tej uczelni oraz dziekanem Wydziału Nauk Technicznych. Jest samodzielnym pracownikiem naukowym Katedry Krajów Europy Północnej Uniwersytetu Jana Kochanowskiego w Kielcach i Akademii Marynarki Wojennej w Gdyni. Doktorat w 1998, habilitacja w 2003, tytuł naukowy profesora otrzymał w 2015.
Zainteresowania badawcze Krzysztofa Kubiaka: bezpieczeństwo państwa, sztuka wojenna, taktyczne użycie morskiej techniki wojskowej, współczesne konfliky zbrojne.

## Wybrane publikacje książkowe
- Korea 50, Warszawa 1994 (Seria ,,Największe bitwy XX wieku"), Altair
- Wojna falklandzka 1982, Gdańsk 2002
- Wojny, konflikty zbrojne i punkty zapalne na świecie, Warszawa 2005
- Działania sił morskich na wodach indochińskich 1945-1956, Toruń 2005
- Pierwsza wojna bliskowschodnia 1947-1949. Studium polityczno-wojskowe, Wrocław 2006
- Falklandy-Port Stanley 1982, Warszawa 2007 (Seria „Historyczne bitwy”)
- Singapur. Twierdza, której nie było, Warszawa 2008
- Wojna graniczna w Angoli 1975–1989, Zabrze 2010
- Interesy i spory państw w Arktyce w pierwszych dekadach XXI wieku, Warszawa 2012
- Epizody "wojny o pogodę". Niemieckie załogowe stacje meteorologiczne w Arktyce 1940-1945, 2012
- Wojna o niepodległość Izraela, Warszawa 2014
- Brytyjsko-islandzkie "wojny dorszowe" 1958-1976, 2014
- Wojna sześciodniowa (seria Bitwy/Taktyka), Inforteditions 2015